# Brickendon Liberty
Brickendon Liberty es una parroquia civil del distrito de East Hertfordshire, en el condado de Hertfordshire (Inglaterra).

## Geografía
Según la Oficina Nacional de Estadística británica, Brickendon Liberty tiene una superficie de 13,95 km².

## Demografía
Según el censo de 2001, Brickendon Liberty tenía 464 habitantes (49,35% varones, 50,65% mujeres) y una densidad de población de 33,26 hab/km². El 24,35% eran menores de 16 años, el 70,47% tenían entre 16 y 74, y el 5,17% eran mayores de 74. La media de edad era de 39,12 años. Del total de habitantes con 16 o más años, el 19,37% estaban solteros, el 65,24% casados, y el 15,38% divorciados o viudos.
El 93,13% de los habitantes eran originarios del Reino Unido. El resto de países europeos englobaban al 1,29% de la población, mientras que el 5,58% había nacido en cualquier otro lugar. Según su grupo étnico, el 96,58% eran blancos, el 0,64% asiáticos, el 0,64% negros, y el 2,14% de cualquier otro salvo mestizos y chinos. El cristianismo era profesado por el 77,06%, el judaísmo por el 0,65%, y el islam por el 2,16%. El 13,64% no eran religiosos y el 6,49% no marcaron ninguna opción en el censo.
Había 181 hogares con residentes, 3 vacíos, y 4 eran alojamientos vacacionales o segundas residencias.